# Gilbert Puech
Pour les articles homonymes, voir Puech.
Gilbert Puech, né le 6 mars 1946 à Paris et mort le 15 mars 2024 à Oullins, est un linguiste français. Il est professeur des universités depuis 1985. 

## Biographie
Agrégé de grammaire en 1969, il soutient sa thèse d'État en 1979. Nommé à l'université Lumière Lyon 2 en 1973, il devient Professeur en 1985, il en est le président de 2001 à 2006 . Il y participe notamment à la mise en œuvre de la réforme dite LMD.
il y est actuellement conseiller du ministre délégué à l'Enseignement supérieur[Qui ?], directeur du département de Formation FILTRE (Formations Innovantes en Langues, TICE, Recherche et Enseignements transversaux), qui assure les formations transversales en langues et en Technologie de l'Information et de la Communication pour l'Enseignement (TICE) de tous les étudiants de l'université Lyon 2, ainsi que directeur du service Persée, portail Internet donnant accès à l’intégralité de collections rétrospectives (documents anciens numérisés) de revues françaises en sciences humaines et sociales, ouvert en 2004 à l'initiative du ministère de l'Éducation nationale, de l’Enseignement supérieur et de la Recherche)
Spécialiste de phonologie et phonétique expérimentale et de linguistique africaine, il a dirigé de 1985 à 1995 le Département des sciences du langage et le Centre de recherches linguistiques. Il est membre du Laboratoire dynamique du langage (UMR 5596).
De 1996 à 2001, il a exercé les fonctions de premier vice-président, chargé de la recherche, de la documentation et de la politique informatique. Il prendra la présidence de l'université, fonction qu'il assurera jusqu'en 2006. Durant son mandat, de nombreux locaux de l'université ont été réhabilités ou construits. Il est aussi à l'initiative du développement du projet Pôle de recherche et d'enseignement supérieur nommé Université de Lyon.
Il a été pendant plusieurs années membre du CNU et du Comité national du CNRS. En juillet 2002, il a été élu président de la Conférence universitaire Rhône-Alpes. De décembre 2002 à mars 2006, il fut membre de la Commission permanente de la Conférence des présidents d'université.
Il est fait chevalier de la Légion d'honneur le 14 juillet 2012.
Gilbert Puech meurt le 15 mars 2024.